# 3D vizualizace
3D vizualizace se využívají nejvíce v architektuře, k vizuální prezentaci staveb a interiérů budov. Na základě 3D vizualizací se ověřují hlavně použité materiály v projektu, různé konstrukční vazby, jejich proporce aj. 3D vizualizace jsou nedílnou součástí projektové dokumentace pro prezentaci architektonických projektů, jednání s investory, zákazníky a úřady. Zejména u posuzování staveb a jejich vlivu na krajinný ráz se 3D vizualizace vyžadují jako nutný podklad.
Další rozšířenou oblastí kde se 3D vizualizace využívají je postprodukce při výrobě reklam, filmů a v televizním průmyslu. Často se také používá 3D vizualizace k tvorbě grafiky do počítačových her.

## Software pro 3D vizualizace
Ve světě nejrozšířenějším a v určitých oblastech nejlepším softwarem pro tvorbu 3D vizualizací je 3D Studio Max a Cinema 4D.
Dalšími vhodnými a také často využívanými softwary pro vytváření 3D vizualizací, jsou Artlantis, Blender, Maya, Rhinoceros 3D, Sketchup, Softimage, Massive, TrueSpace, Golaem Crowd a Lumion.

## Produktová 3D vizualizace
Počítačové 3D vizualizace se v současnosti hodně využívají také pro produktovou nabídku e-shopů a reklamu, což představuje specifický, variabilní styl prezentce jakékoliv nabídky. Sortiment např. výrobců dveří a zárubní může být velmi bohatý, aniž by výrobce musel každý jednotlivý produkt nafotit ve všech barevných nebo tvarových kombinacích. Díky počítačové 3D vizualizaci se šetří náklady na vytváření portfolia, vytváří se nový prostor pro virtuální prezentaci nabídky zboží. Díky vysoké kvalitě 3D vizualizací a snadné možnosti animovat produkty se produktová vizualizace využívá velmi často v reklamním průmyslu.

## Typy výstupů
Podle toho, jak jsou 3D vizualizace zpracovávány, rozlišuje se zároveň i typ samotného výstupu. Od standardního (pracovního) náhledu až po fotomontáž.

### Standardní výstup bez stafáže
Standardním výstupem se rozumí každá 3D vizualizace bez dalších postprodukčních úprav.

### Výstup se stafáží
3D vizualizace se stafáží vyžaduje postprodukční úpravy, aby výstup vizualizace mohl být doplněn o prvky, které nejsou součástí standardního renderu. U tohoto typu výstupu vizualizace se významnou měrou projevuje originální rukopis tvůrce, jenž chybějící stafáže dotváří. Tento typ výstupu vizualizace může být velmi originální, a proto se často používá jako reprezentativní výstup pro architektonický projekt nebo produkt.

### Zákres do fotografie
Fotomontáž patří mezi oblíbené a nejžádanější výstupy vizualizací pro svou dokonalou fotorealistickou kvalitu. Žádný jiný typ výstupu vizualizace nedokáže nahradit kvalitní fotozákres. Při přípravě fotozákresu je nutné nejdříve nastavit kameru pro render objektu, který by měl být zakreslen do vybrané fotky. Výpočet fotozákresu musí být vždy nastaven tak, aby kamera byla ve stejné pozici jako fotoaparát, kterým byla fotografie pro zákres pořízena. Před finálním dokončením fotozákresu se provádí konečné retuše fotografie. Vhodný software pro práci s fotografií je Photoshop nebo zadarmo nabízený Gimp.

### 3D video, animace
Vzhledem k velkým nárokům na výpočet, bývala 3D animace standardním typem výstupu primárně v televizi a reklamním průmyslu. U architektonických vizualizací se videa využívala pouze u větších architektonických projektů a urbanistických studií. S moderními technologiemi, jako je CUDA, se začalo uplatnění videa rozšiřovat. Velkým skokem ve tvorbě videa je přímé využití grafické karty pro výpočty, toho využívá program Lumion, který nabízí i výstup se stafáží a zákresy do fotografie.

### Virtuální prohlídky
Nejrozšířenějším typem virtuální prohlídky jsou panoramatické výstupy vizualizace v celkovém zorném úhlu 360° horizontálně a 180° vertikálně. Uživatel si pak může prohlížet libovolnou místnost nebo prostor v exteriéru ve všech směrech. Jiný typ virtuální prohlídky využívá herního enginu, což umožňuje uživatelům „procházet se“ v interiéru nebo exteriéru pomocí myši a klávesnice.